# Joe Kapp
Pour les articles homonymes, voir Kapp.
College Football Hall of Fame 2004
(en) Statistiques sur pro-football-reference
Joseph Robert Kapp, dit Joe Kapp (né le 19 mars 1938 à Santa Fe (Nouveau-Mexique) et mort le 8 mai 2023 à San José (Californie)), est un joueur, entraîneur et dirigeant américain de football américain et de football canadien. 
Son numéro 22 a été retiré par les Lions de la Colombie-Britannique. En 1963, il a été finaliste pour le titre de joueur par excellence de la Ligue canadienne de football. En 1962, 1964 et 1965, il a été le meneur de la Ligue canadienne de football pour les verges (yards en Europe) gagnées par la passe, et en 1962 et 1963, le meneur pour les passes de touché. Il a été champion de la coupe Grey en 1964 et choisi sur l'équipe d'étoiles de la LCF en 1963 et 1964.